# Camilla Sømod
Camilla Sømod (27 de febrero de 1985) es una deportista danesa que compitió en tiro con arco, en la modalidad de arco compuesto.
Ganó una medalla en el Campeonato Mundial de Tiro con Arco al Aire Libre de 2005, tres medallas en el Campeonato Europeo de Tiro con Arco al Aire Libre entre los años 2006 y 2010, y dos medallas en el Campeonato Europeo de Tiro con Arco en Sala, en los años 2000 y 2006.

## Palmarés internacional
| Campeonato Mundial al Aire Libre | Campeonato Mundial al Aire Libre | Campeonato Mundial al Aire Libre | Campeonato Mundial al Aire Libre |
| Año                              | Lugar                            | Medalla                          | Prueba                           |
| -------------------------------- | -------------------------------- | -------------------------------- | -------------------------------- |
| 2005                             | Madrid (España)                  | Medalla de bronce                | Equipo                           |
| Campeonato Europeo al Aire Libre |                                  |                                  |                                  |
| Año                              | Lugar                            | Medalla                          | Prueba                           |
| 2006                             | Atenas (Grecia)                  | Medalla de oro                   | Individual                       |
| 2008                             | Vittel (Francia)                 | Medalla de plata                 | Individual                       |
| 2010                             | Rovereto (Italia)                | Medalla de plata                 | Equipo mixto                     |
| Campeonato Europeo en Sala       |                                  |                                  |                                  |
| Año                              | Lugar                            | Medalla                          | Prueba                           |
| 2000                             | Spała (Polonia)                  | Medalla de plata                 | Equipo                           |
| 2006                             | Jaén (España)                    | Medalla de oro                   | Individual                       |